# Allium phariense
Allium phariense är en amaryllisväxtart som beskrevs av Alfred Barton Rendle. Allium phariense ingår i släktet lökar, och familjen amaryllisväxter. Inga underarter finns listade i Catalogue of Life.